# White Center (Washington)
White Center  est une census-designated place américaine de l'État de Washington dans le comté de King. 
La population était de 16 631 habitants en 2020.